# 8D-Report
Ein 8D-Report ist ein Dokument, das im Rahmen des Qualitätsmanagements bei einer Reklamation zwischen Lieferant und Kunde (aber auch intern) ausgetauscht wird. 8D steht dabei für die acht obligatorischen Disziplinen (Prozessschritte), die bei der Abarbeitung einer Reklamation erforderlich sind, um das zu Grunde liegende Problem zu überwinden. Ein 8D-Report ist damit Teil des Reklamationsmanagements und dient der Qualitätssicherung beim Lieferanten.
Im 8D-Report werden die Art der Beanstandung, Verantwortlichkeiten und Maßnahmen zum Beheben des Mangels festgeschrieben. Der 8D-Report ist u. a. durch den Verband der Automobilindustrie standardisiert.
Mit der 8D-Methodik wird, ähnlich wie bei der Six-Sigma-Methodik, eine systematische Vorgehensweise und konsequente Dokumentation der einzelnen Lösungsschritte erreicht. Der Ansatz beider Methodiken ist faktenorientiert und stellt sicher, dass Produktfehler auf ihre Ursachen zurückgeführt und diese dauerhaft abgestellt werden, anstatt nur Symptome zu überdecken.
Die 8D-Methode überschneidet sich weitgehend mit dem DMAIC-Kernprozess in Six Sigma und kann wie dieser vor allem dann angewendet werden, wenn die Ursache eines Problems unbekannt ist oder belegt werden muss und die Lösung des Problems über die Kenntnisse einer Einzelperson hinausgeht, also ein Team (aus zum Beispiel verschiedenen Abteilungen) benötigt wird. Oft ist es ebenfalls von Bedeutung, dass für ein zeitaufwändiges Problem eine schnelle Lösung gebraucht wird.
Bevor die Methode angewendet wird, sollte aber geklärt werden, ob diese aufwändige Methode nötig ist. Kleinere Probleme können oftmals schneller durch andere Methoden gelöst werden.

## Der Prozess
Die 8D-Methode kann nur dann wirksam funktionieren, wenn der 8D-Report das Fortschreiten der Verbesserungsbemühungen zeitnah dokumentiert und als Arbeitsmittel zur Reklamationsbearbeitung genutzt wird. Fälschlicherweise wird ein 8D-Report oft erst nach Abschluss einer Reklamation erstellt, da der Kunde solch einen Report fordert. Die Methode wird bisweilen verwendet, um die Ursache von Abweichungen / Anomalien in technischen Prozessen zu finden. Hierbei ist zu beachten, dass dies nur dann gelingt, wenn der zu untersuchende Prozess zu einem vorangegangenen Zeitpunkt auch einmal (stabil) funktioniert hat.
Der 8D-Prozess umfasst folgende acht Schritte:

### D1 Zusammenstellen eines Teams für die Problemlösung
Die Mitglieder des Teams sollten über ausreichende Prozess- und Produktkenntnisse verfügen. Ebenso sollten sie zur Mitarbeit bereit sein und mit den notwendigen Kenntnissen und Kompetenzen ausgestattet sein, um das Problem auf seine Ursachen zu analysieren, Korrekturmaßnahmen einzuleiten und ihre Wirksamkeit überwachen zu können.

### D2 Problembeschreibung
Das Problem ist so genau wie möglich zu definieren, wobei der Kern des Problems herausgearbeitet und quantifiziert werden sollte.

### D3 Sofortmaßnahmen festlegen
Sofortmaßnahmen (Korrekturen, englisch: correction) dienen der Schadensbegrenzung, sie sollen die weitere Ausbreitung des Problems verhindern, bis eine dauerhafte Lösung gefunden ist (z. B. Absonderung durch Sortierprüfung oder 100 %-Prüfung fehlerverdächtigen Materials).

### D4 Grundursache(n) identifizieren
Es wird nach Fehlerursachen gesucht und die wahrscheinlichste(n) Grundursache(n) (englisch: cause, root cause) durch Experimente, Tests und Vergleiche identifiziert und nachgewiesen.
Um nachhaltig sicherzustellen, dass der gleiche oder ähnlich gelagerte Fehler nicht wieder auftreten, muss im Zuge der Fehler-Ursachen-Analyse (Root-Cause-Analyse) über die technische Ursache hinaus auch die organisatorische Ebene betrachtet werden. Hierzu ist eine Orientierung an den drei Bereichen „Warum ist der Fehler aufgetreten?“, „Warum wurde der Fehler nicht entdeckt?“ (Durchschlüpfpunkt ermitteln) und „Warum wurde der Fehler nicht verhindert?“ empfehlenswert.
Abhängig von der Problemstellung können in D4 verschiedene Techniken zur Ursachenermittlung herangezogen werden, beispielsweise 5-Why-Methode oder Ishikawa-Diagramm.

### D5 Planen von Abstellmaßnahmen
Es werden Maßnahmen ermittelt, die die Grundursachen beseitigen (englisch: corrective actions). Geeignete Maßnahme(n) werden ausgewählt und durch Versuche nachgewiesen, dass das Problem effektiv und auch effizient gelöst werden kann und keine unerwünschten Nebenwirkungen entstehen. Da Abstellmaßnahmen die Grundursachen beseitigen, geht man davon aus, dass ein Wiederauftretens des gleichen Fehlers nicht mehr möglich ist.

### D6 Einführen der Abstellmaßnahmen
Die Abstellmaßnahmen können sich auf Prozessparameter, Produktspezifikationen und andere Vorgabedokumente sowie auf Prüfmethoden und die Mitarbeiterqualifikation auswirken. Nach erfolgreicher Einführung der Abstellmaßnahme(n) wird/werden die Sofortmaßnahme(n) aufgehoben.
Für den Bereich der Automobilindustrie ist festgelegt, dass nur prozessverbessernde Maßnahmen als Abstellmaßnahmen im Sinne des 8D-Prozesses zulässig sind. Personelle Maßnahmen wie Ermahnungen, Schulungen oder Trainings gelten nicht als prozessverbessernd.

### D7 Fehlerwiederholung verhindern
Es muss sichergestellt werden, dass gleiche oder ähnlich gelagerte Fehler zukünftig ausgeschlossen werden. Die Wirksamkeit der getroffenen Maßnahmen wird – z. B. durch Erhöhen der Prüfschärfe – über einen angemessenen Zeitraum überwacht. Hersteller von Produkten für die Automobil- und Luftfahrtindustrie sind aufgefordert, die im Rahmen der Ursachenfindung neu erkannten Risiken im Entwicklungs- und Herstellprozess nach der FMEA-Methode – failure mode and effects analysis (Fehlermöglichkeits- und Einflussanalyse) – (Risikoanalyse) zu bewerten und zu minimieren. Auch das Qualitätsmanagementsystem mit seinen festgelegten Verfahren und Regelungen wird möglicherweise an neue Anforderungen angepasst werden müssen.

### D8 Würdigen der Teamleistung
Die gemeinsame Anstrengung wird gewürdigt und die Erfahrungen ausgetauscht.

## Parallelität der acht Disziplinen zum Six-Sigma-Kernprozess DMAIC
Die Disziplinen D1, D2 und D5 sind beim Six Sigma Teil des Definitionsprozesses, wobei Disziplin 5 neben den Disziplinen D3 und D6 die Verbindung zum Verbesserungsprozess, dem Improve beim DMAIC-Projekt, herstellt. Die Disziplin D4 wäre Teil des Mess- bzw. Analyseprozesses, D7 entspricht dem Control im Six-Sigma-Kernprozess, also der Steuerung des Prozesses, um Fehlerwiederholungen auszuschließen. Auch bei DMAIC-Projekten soll am Ende eines jeden Projektes eine entsprechende Würdigung, also die achte Disziplin laut 8D-Report, stehen.